# Cortinarius fulvoincarnatus
Cortinarius fulvoincarnatus är en svampart som beskrevs av Joachim ex Bidaud, Moënne-Locc. & Reumaux 2001. Cortinarius fulvoincarnatus ingår i släktet Cortinarius och familjen spindlingar.   Inga underarter finns listade i Catalogue of Life.